# در (فیلم)
«در» (مجاری: Az ajtó) یک فیلم به کارگردانی ایشتوان سابو است که در سال ۲۰۱۲ منتشر شد. از بازیگران آن می‌توان به هلن میرن اشاره کرد.